# Anua finifascia
Anua finifascia är en fjärilsart som beskrevs av Walker 1858. Anua finifascia ingår i släktet Anua och familjen nattflyn. Inga underarter finns listade i Catalogue of Life.